# Gotor (Waltzburg)
Gotor is een nummer van de Nederlandse indierockband Waltzburg uit 2019. Het is de eerste single van hun debuutalbum Cut the Wire.

## Achtergrondinformatie
"Gotor" gaat over het besef dat je relatie eigenlijk wel aan zijn einde zit. In de tekst zegt de ik-figuur tegen zichzelf dat hij de relatie moet beëindigen. Hij staat met zijn gedachten eigenlijk al buiten de relatie, maar toch wil hij ook eigenlijk niet zonder haar. Ondanks de verdrietige tekst, heeft het nummer juist een vrolijk geluid. De titel, die verwijst naar de gelijknamige plaats in Spanje, heeft niets te maken met de tekst en is gewoon willekeurig gekozen.
Het nummer bereikte de Nederlandse Top 40 of Tipparade niet. Wel bereikte het de 14e positie in de Mega Top 30 van NPO 3FM, en kreeg het in 2019 en 2020 veel airplay op dat station.

## Tracklijst
- Muziekdownload

1. "Gotor" - 3:14